# クレシラス

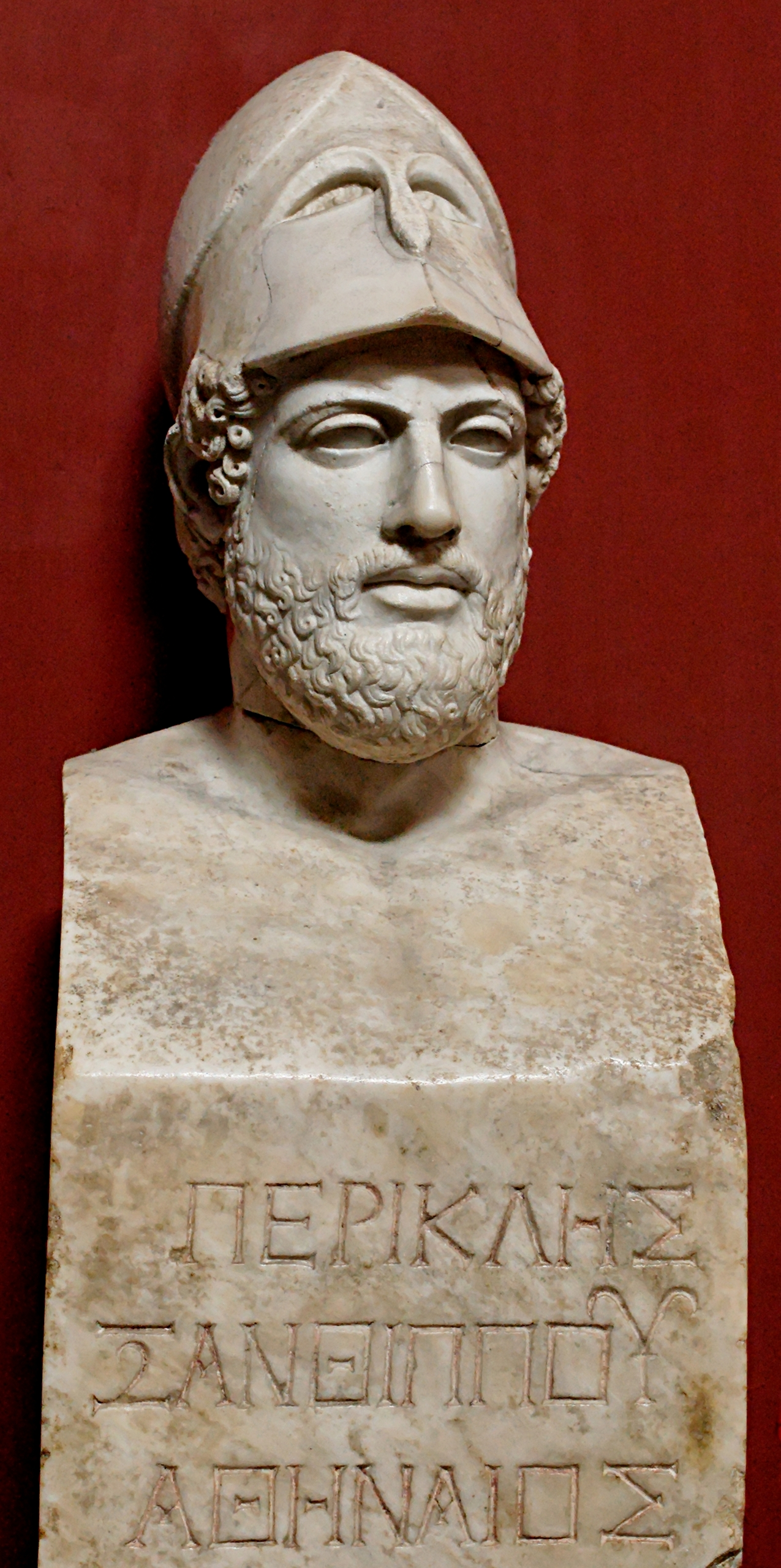
髭を生やしたペリクレスのヘルマ。銘には「ペリクレス、クサンティッポスの子、アテナイ人」とある。クレシラスの作品のローマ時代の複製。バチカン美術館（no.269）

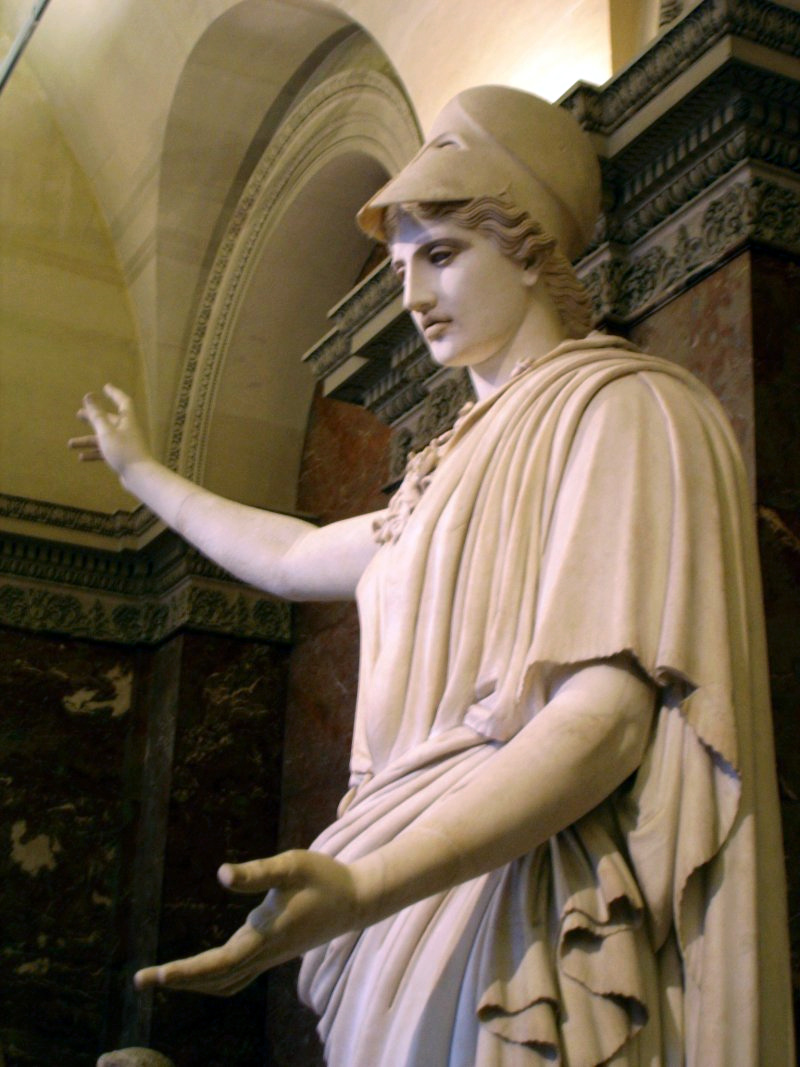
クレシラス作と思われる『ヴェッレトリのアテーナー（ヴェッレットリのパラス）』のローマ時代の複製。ルーヴル美術館

クレシラス（Kresilas, ギリシャ語：Κρησίλας）は、古代ギリシアの彫刻家。クレタ島のキュドニア（en:Cydonia (ancient Greece)）の出身。紀元前5世紀の人で、ペロポネソス戦争の時には、ミュロンの理想主義的な肖像の追随者として、アテナイで活動した。

## ペリクレス像
アテナイでクレシラスが制作したものに、ストラテゴス（将軍）の象徴として、頭にコリントス式の兜をかぶったペリクレス像がある。その基部はアテネのアクロポリスから見つかった。パウサニアスがそこで見たブロンズ像(『ギリシア案内記』I.25.1, I.28.2)であることは疑いない。バチカン美術館や大英博物館（ティヴォリのヴィッラ・アドリアーナで発掘されたもので、Charles Towneley（en:Charles Towneley）が所有していた）、ベルリン旧博物館などにある一連のペリクレスの胸像は、それから派生しているものと思われる。

## エフェソスのアマゾン
クレシラスは同時に、エフェソスのアルテミス神殿の競技大会のために、負傷した男たちと瀕死のアマゾンも作った（この競技大会にはペイディアス、ポリュクレイトスたちも参加した。en:Amazon statue types参照）。その作品を複製したと思われる彫刻が多数あって、その1つ、クレシラスの「負傷したアマゾン」像（大プリニウス『博物誌』xxxiv. 75）はバチカン美術館にある。

## ヴェッレトリのアテーナー
クレシラスはアテーナー像の「ヴェッレトリのアテーナー（ヴェッレットリのパラス）」タイプ（en:Athena of Velletri）の創始者であることも確認されている。

## 読書案内
- en:Der Neue Pauly Vol. 6 (1999)    ISBN 3-476-01476-2